# Kannenbrühl
Kannenbrühl ist eine Ortslage in der bergischen Großstadt Solingen.

## Lage und Beschreibung
Der Ort befindet sich im Osten des Stadtbezirks Solingen-Mitte am Ufer des Städtgesmühler Bachs zwischen Kannenhof im Norden und Meigen im Südosten. In Höhe des Ortes mündet der Theegartener Bach in den Städtgesmühler Bach, die Theegartener Straße durchquert das kleine Bachtal im Bereich Kannenbrühl. Von dem Ort aus führen Waldwege zur nördlich gelegenen Siedlung Kannenhof und zum westlich befindlichen Hippergrund, dort befindet sich auch der Gustav-Coppel-Park. Südlich verläuft die Trasse der Bahnstrecke Solingen–Remscheid parallel zur Straße Steinacker.
Benachbarte Orte sind bzw. waren (von Nord nach West): Altenbau, Städtgesmühle, Theegarten, Meigen, Meigenerbrühl, I. Feld, Hippe, Bock und Kannenhof.

## Etymologie
Wie auch der nahe Kannenhof gehörte das Gebiet um Kannenbrühl im 17. Jahrhundert zum Besitz des Soldatenführers Werner von Cann, der den Orten auch seinen Namen gab. Das Suffix -brühl bezeichnet ein sumpfiges Wiesengelände.

## Geschichte
Eine bewohnte Ansiedlung am Kannenbrühl entstand vermutlich im 19. Jahrhundert. In der Topographischen Karte des Regierungsbezirks Düsseldorf von 1871 ist der Ort nicht verzeichnet. Er erscheint in der Preußischen Neuaufnahme von 1893 als Kannenbrühl benannt sowie in der Karte Stadt- und Landkreis Solingen des Landmessers August Hofacker von 1898 ebenfalls als Kannenbrühl benannt. 
Nach Gründung der Mairien und späteren Bürgermeistereien Anfang des 19. Jahrhunderts gehörte der Ort zur Bürgermeisterei Dorp, die 1856 das Stadtrecht erhielt, und lag dort in der Flur XI. Clauberg. Die Bürgermeisterei beziehungsweise Stadt Dorp wurde nach Beschluss der Dorper Stadtverordneten zum 1. Januar 1889 mit der Stadt Solingen vereinigt. Damit wurde Kannenbrühl ein Ortsteil Solingens. 
Bis heute ist der Ort im Stadtplan verzeichnet, die dort befindlichen Gebäude sind jedoch gänzlich zur Theegartener Straße nummeriert.